# Lamine Sakho
Lamine Sakho (ur. 28 września 1977 w Dakarze) – senegalski piłkarz występujący na pozycji pomocnika lub napastnika.

## Kariera zawodnicza
Lamine Sakho karierę piłkarską rozpoczynał w klubie Nîmes Olympique. Po dwóch udanych sezonach przeniósł się do RC Lens. Kolejnym klubem w jego karierze był Olympique Marsylia, z którego w sezonie 2003/04 został wypożyczony do ówczesnego klubu Premier League, Leeds United. Po sezonie 2003/04 został sprzedany do AS Saint-Étienne. W niedługim czasie powrócił do Marsylii. Nie rozegrał tam jednak żadnego meczu. W sezonie 2005/06 po raz kolejny został piłkarzem klubu z Saint-Étienne. Przez dwa sezony spędzone w tym klubie, Sakho zdołał rozegrać zaledwie 18 meczów, w których zdobył 2 bramki. W 2007 roku przeniósł się na zasadzie wolnego transferu do Montpellier HSC, gdzie grał jeden sezon. Następnie został piłkarzem cypryjskiego klubu Alki Larnaka. Po kolejnym nieudanym sezonie wyjechał do Walii i podpisał kontrakt z Wrexham A.F.C., klubem występującym w angielskiej lidze amatorskiej Conference National.